# تربت جام
تربت جام (بالفارسية:تربت جام) هي بلدة تقع في محافظة خراسان رضوي بإيران، قريبة من الحدود الأفغانية يبلغ عدد سكانها الإجمالي 84.230 نسمة وهي ذات أغلبية من السنة الفرس.
تربت جام هي مدينة قديمة، تقع على بُعد 160 كم إلى الجنوب الغربي من مدينة مشهد، و60 كم شمال تايباد، ويحدها من الشرق الحدود مع أفغانستان على بُعد 40 كم. يوجد بالمدينة العديد من المناطق الأثرية مثل مزار الشيخ أحمد جام والأمير قاسم أنفار.

## أعلام المدينة
- الشيخ أحمد جام.
- الموسيقار محسن نامجو.